# Megadromus
Genre
Megadromus est un genre d'insectes coléoptères de la famille des Carabidés (sous-famille des Pterostichinae).

## Liste d'espèces
Le genre Megadromus comporte notamment les espèces suivantes :
- Megadromus alternus (nl) (Broun, 1886)
- Megadromus antarcticus (Chaudoir, 1865)
- Megadromus asperatus (nl) (Broun, 1886)
- Megadromus bucolicus (nl) (Broun, 1903)
- Megadromus bullatus (nl) (Broun, 1915)
- Megadromus capito (en) (Blanc, 1846)
- Megadromus compressus (nl) (Sharp, 1886)
- Megadromus curtulus (nl) (Broun, 1884)
- Megadromus enysi (nl) (Broun, 1882)
- Megadromus fultoni (nl) (Broun, 1882)
- Megadromus guerinii (nl) (Chaudoir, 1865)
- Megadromus haplopus (nl) (Broun, 1893)
- Megadromus lobipes (nl) (Bates, 1878)
- Megadromus memes (nl) (Broun, 1903)
- Megadromus meritus (nl) (Broun, 1884)
- Megadromus rectalis (nl) (Broun, 1881)
- Megadromus rectangulus (nl) (Chaudoir, 1865)
- Megadromus sandageri (nl) (Broun, 1893)
- Megadromus temukensis (nl) (Bates, 1878)
- Megadromus turgidiceps (nl) (Broun, 1908)
- Megadromus vagans (nl) (Broun, 1886)
- Megadromus vigil (nl) (White, 1846)
- Megadromus virens (nl) (Broun, 1886)
- Megadromus wallacei (nl) (Broun, 1912)

## Classification
Le nom valide complet (avec auteur) de ce taxon est Megadromus Motschulsky, 1865.
Megadromus a pour synonyme :
- Magadromus Motschoulsky, 1869